# Te Arai (rivière)
Pour les articles homonymes, voir Te Arai et Arai (homonymie).

La rivière Te Arai  (en anglais : Te Arai River ) est un cours d’eau de la région de  Gisborne de l’ Île du Sud de la Nouvelle-Zélande.

## Géographie
Elle s’écoule généralement vers le nord à partir de son origine dans des collines abruptes à 20 km au nord de la ville de Nuhaka avant de tourner vers le nord-est au-delà de la ville Manutuke pour atteindre le fleuve Waipaoa à 5 kilomètres de l’embouchure  de ce dernier dans la Poverty Bay.